# Škorpion vz. 61
Škorpion vz. 61 čehoslovački je 7.65 mm automat (često kvalificiran kao automatski pištolj) kojeg je 1959. razvio i dizajnirao Miroslav Rybář (1924. 1970.) 
Proizveden je pod službenim nazivom - češ. Samopal vzor 61 (Automat model 1961) a proizvodila ga je tvornica Česká Zbrojovka iz grada Uherský Brod.
Iako je proizveden za uporabu u policiji, taj automat također je bio korišten u čehoslovačkoj vojsci, kao i osobno oružje za niže rangirano vojno osoblje, vozače oklopnih i drugih vojnih vozila te specijalne jedinice.
1980-ih jugoslavenska vojna industrija Zastava Oružje (Crvena Zastava) dobila je pravo na licencnu proizvodnju Škorpiona. Ta kopija nosila je oznaku M84, dok je poluautomatska verzija imala oznaku M84A. Zastavini Škorpioni koristili su streljivo kalibra .380 ACP tj., 9x17mm Short - kao i čehoslovački modeli vz. 65 i vz. 83.
Koristila ga je JNA, posebice piloti ratnog zrakoplovstva kao osobno oružje.

## Karakteristike oružja
Škorpion, kao i automatska puška ima mehanički prekidač kojim se može postaviti vrsta paljbe. Taj prekidač ima tri mogućnosti:
0 - oružje je zakočeno (eng. safe mod),

1 - poluautomatska paljba i

20 - automatska paljba.
Dužina automata je mala jer se sklapanje željeznog kundaka vrši "prema naprijed", tako da se prilikom sklapanja, kraj kundaka nalazi kraj cijevi ovog automata. Sam kundak je svojim dizajnom prilično lagan čime i oružje dobiva na manjoj težini.

Brzina gađanja je namjerno smanjena s potencijalnih 1000 metaka u minuti na 850 metaka u minuti. Time se dobiva bolja upravljivost.

Vatra iz samokresa može biti pojedinačna i rafalna. Najbolje rezultate postiže gađanjem iz ruke na daljinama od 70-80m, a gađanjem s osloncem na usadnik do 150m.

Na zadnjem ciljaniku ima dvije ciljaničke daljine na 75 i 150m. Ima vrlo osjetljiv okidač!

## Modeli
Postoje dvije verzije ovoga automatskog samokresa. Osnovna razlika po kojoj se prepoznaju jedan od drugoga je u boji.

M-61Č je čehoslovačke proizvodnje, dok je M-84 srpske.
M-61E je tamno sive boje, dok je M-84 potpuno crn.
Škorpion je proizveden u 8 modela:
- vz. 61Č (prvotni model Škorpiona)
- vz. 61E (proizveden 1990-ih)
- vz. 64 (proizvodnja nije pokrenuta)
- vz. 65 (proizvodnja nije pokrenuta)
- vz. 68 (proizvodnja nije pokrenuta)
- vz. 82 (proizveden 1990-ih)
- vz. 83 (proizveden 1990-ih)
- CZ-91S (poluautomatski model razvijen za civilno tržište).

Također uz postojeće automate, ponuđen je i model automatske puške za specijalne namjene, baziran na Škorpionu - CZ 868.

## Okvir
Okvir za to oružje razmjerno je malen. Puni se spremnikom od 10 i 20 metaka. Težina manjeg okvira (10 metaka) je 0.15 kg dok je težina većeg okvira (20 metaka) 0.25 kg. Sam Škorpion koristi streljivo od čak četiri različita kalibra.
| ŠKORPION         | ŠKORPION                        | ŠKORPION |
| Model            | Vrsta okvira (streljivo)        |          |
| ---------------- | ------------------------------- | -------- |
| vz. 61, vz. 61 E | .32 ACP (7.65x17mm Browning SR) |          |
| vz. 68           | 9x19mm Parabellum               |          |
| vz. 64, vz. 82   | 9x18mm Makarov                  |          |
| vz. 65, vz. 83   | .380 ACP (9x17mm Short)         |          |
| CZ-91S           | 9 mm kalibar                    |          |

## Dodaci
Škorpion uz kraći okvir dolazi i s kožnom futrolom u kojoj se ovaj automat čuva kad nije u upotrebi. Tu je i još jedna kožna futrola za dva duga okvira. Uz to, oružje dolazi i s kompletom za čišćenje i bočicom ulja.
Na sam Škorpion može se montirati prigušivač.

## Korisnici
- Afganistan[3]
- Angola[3]
- Češka[4][5]
- Egipat[3]
- Hrvatska
- Indonezija: Škorpion koriste specijalne jedinice Komando Pasukan Katak (Kopaska) i Komando Pasukan Khusus (Kopassus).
- Libija[3]
- Mozambik[3]
- Srbija[3]
- Slovačka[3]
- Uganda[3]

## Bivši korisnici
- Čehoslovačka
- SFRJ[3]

## Vanjske poveznice
- Češka Zbrojovka - Službena web stranica  Arhivirana inačica izvorne stranice od 2. svibnja 2008. (Wayback Machine)
- Upute o korištenju Škorpiona  Arhivirana inačica izvorne stranice od 18. prosinca 2007. (Wayback Machine)
- Povijest Škorpiona  Arhivirana inačica izvorne stranice od 1. veljače 2010. (Wayback Machine)
- Modern Firearms